# 지이
지이(본명: 이지이, 본명 한자: 李祉易, 1980년 7월 26일~)는 대한민국의 래퍼이다.

## 학력
- 동서울대학교 방송연예학과 전문학사
- 사이버한국외국어대학교 일본어학부 학사
- 한국외국어대학교 대학원 글로벌문화컨텐츠학과 석사 (석사논문)

## 연기 활동

### 공연
- 2010년 《사랑을 이루어 드립니다》 ... 장미 역

## 음반
- 노크(Knock) 1집 (1997)[1]